# TOP10 2021-2022
Il TOP10 2021-22 fu il 92º campionato nazionale italiano di rugby a 15 di prima divisione.
Si tenne dal 25 settembre 2021 al 28 maggio 2022 tra 10 squadre, le stesse che avevano partecipato all'edizione precedente cui era stato imposto il blocco delle retrocessioni.
Per esigenze di sponsorizzazione noto come Peroni TOP10 2021-22, si tenne con la consolidata formula di una stagione regolare a girone unico con partite di andata e ritorno seguita dai play-off previsti con semifinali a doppio turno tra le prime quattro classificate della stagione regolare e finale in gara unica in campo neutro a Parma il 28 maggio 2022.
Come l'anno precedente, le due finaliste furono Rovigo, campione uscente, e i padovani del Petrarca, questi ultimi aggiudicatisi il titolo vincendo 19-6 la gara decisiva.
Per Petrarca si trattò del quattordicesimo scudetto, grazie al quale si innalzò al terzo posto in solitaria del palmarès alle spalle di Amatori Milano (18) e Benetton (15).
A retrocedere in serie A 2022-23 fu la S.S. Lazio, al termine di 11 stagioni consecutive in massima divisione: si trattava dell'unica compagine del campionato ad aver preso parte alla prima edizione di sempre del torneo nel 1928-29, e l'unica insieme alle Fiamme Oro a rappresentare Roma in massima divisione.
Miglior giocatore del torneo fu dichiarato l'italiano Simone Gesi, in forza al Colorno.

## Squadre partecipanti
| Club       | Sponsor                         | Città           | Impianto interno                          |
| ---------- | ------------------------------- | --------------- | ----------------------------------------- |
| Calvisano  | Transvecta (servizi ambientali) | Calvisano       | Stadio San Michele                        |
| Colorno    | HBS (oleoidraulica)             | Colorno         | Stadio Gino Maini                         |
| Fiamme Oro |                                 | Roma            | CS Polizia di Stato, caserma S. Gelsomini |
| S.S. Lazio |                                 | Roma            | CPO Giulio Onesti                         |
| Lyons      | Sitav (meccanica)               | Piacenza        | Stadio Walter Beltrametti                 |
| Mogliano   |                                 | Mogliano Veneto | Stadio Maurizio Quaggia                   |
| Petrarca   |                                 | Padova          | CS Memo Geremia                           |
| Valorugby  |                                 | Reggio Emilia   | Stadio Mirabello                          |
| Rovigo     | Femi-CZ (portacavi)             | Rovigo          | Stadio Mario Battaglini                   |
| Viadana    |                                 | Viadana         | Stadio Luigi Zaffanella                   |

## Stagione regolare

### Risultati
| 25-9-2021  | 1ª/10ª giornata        | 11-12-2021 |
| ---------- | ---------------------- | ---------- |
| 19-17      | Calvisano – Fiamme Oro | 32-18      |
| 27-27      | Colorno – Viadana      | 25-23      |
| 21-57      | Lazio – Valorugby      | 26-49      |
| 6-27       | Mogliano – Rovigo      | 12-21      |
| 45-13      | Petrarca – Lyons       | 35-10      |
|            |                        |            |
| 16-10-2021 | 4ª/13ª giornata        | 12-2-2022  |
| 49-40      | Fiamme Oro – Lazio     | 33-28      |
| 12-34      | Mogliano – Petrarca    | 10-42      |
| 26-27      | Valorugby – Calvisano  | 13-26      |
| 34-28      | Rovigo – Colorno       | 33-26      |
| 26-35      | Viadana – Lyons        | 22-21      |
|            |                        |            |
| 13-11-2021 | 7ª/16ª giornata        | 19-3-2022  |
| 10-38      | Lazio – Calvisano      | 28-50      |
| 41-31      | Lyons – Colorno        | 13-62      |
| 27-25      | Petrarca – Rovigo      | 20-24      |
| 36-18      | Valorugby – Fiamme Oro | 24-23      |
| 35-13      | Viadana – Mogliano     | 39-32      |

| 2-10-2021  | 2ª/11ª giornata       | 18-12-2021 |
| ---------- | --------------------- | ---------- |
| 29-43      | Fiamme Oro – Colorno  | 28-29      |
| 29-33      | Lyons – Valorugby     | 21-56      |
| 16-33      | Mogliano – Calvisano  | 16-45      |
| 57-17      | Rovigo – Lazio        | 43-17      |
| 14-41      | Viadana – Petrarca    | 10-29      |
|            |                       |            |
| 23-10-2021 | 5ª/14ª giornata       | 26-2-2022  |
| 21-16      | Colorno – Calvisano   | 22-39      |
| 25-30      | Lazio – Mogliano      | 24-35      |
| 30-19      | Lyons – Rovigo        | 7-49       |
| 21-13      | Petrarca – Fiamme Oro | 49-12      |
| 38-6       | Valorugby – Viadana   | 31-18      |
|            |                       |            |
| 20-11-2021 | 8ª/17ª giornata       | 9-4-2022   |
| 45-18      | Calvisano – Viadana   | 35-24      |
| 23-39      | Colorno – Petrarca    | 19-36      |
| 33-34      | Lazio – Lyons         | 31-22      |
| 36-26      | Mogliano – Valorugby  | 19-45      |
| 28-31      | Rovigo – Fiamme Oro   | 43-12      |

| 9-10-2021 | 3ª/12ª giornata       | 5-2-2022  |
| --------- | --------------------- | --------- |
| 21-29     | Calvisano – Rovigo    | 17-40     |
| 37-30     | Colorno – Mogliano    | 27-24     |
| 24-34     | Lazio – Viadana       | 38-46     |
| 10-48     | Lyons – Fiamme Oro    | 15-25     |
| 26-24     | Petrarca – Valorugby  | 23-24     |
|           |                       |           |
| 7-11-2021 | 6ª/15ª giornata       | 12-3-2022 |
| 26-41     | Calvisano – Petrarca  | 15-18     |
| 34-25     | Colorno – Lazio       | 39-20     |
| 27-24     | Fiamme Oro – Viadana  | 33-27     |
| 38-24     | Mogliano – Lyons      | 19-35     |
| 20-21     | Rovigo – Valorugby    | 29-28     |
|           |                       |           |
| 4-12-2021 | 9ª/18ª giornata       | 23-4-2022 |
| 44-31     | Fiamme Oro – Mogliano | 37-36     |
| 22-19     | Lyons – Calvisano     | 28-28     |
| 47-5      | Petrarca – Lazio      | 50-25     |
| 42-19     | Valorugby – Colorno   | 61-41     |
| 7-29      | Viadana – Rovigo      | 17-54     |

### Classifica
| Pos | Squadra    | G  | V  | N | P  | PF  | PS  | DP   | BMP | Pt |
| --- | ---------- | -- | -- | - | -- | --- | --- | ---- | --- | -- |
| 1   | Petrarca   | 18 | 16 | 0 | 2  | 623 | 304 | +319 | 14  | 78 |
| 2   | Rovigo     | 18 | 14 | 0 | 4  | 604 | 344 | +260 | 11  | 67 |
| 3   | Valorugby  | 18 | 13 | 0 | 5  | 634 | 428 | +206 | 14  | 66 |
| 4   | Calvisano  | 18 | 11 | 1 | 6  | 529 | 407 | +122 | 9   | 55 |
| 5   | Colorno    | 18 | 9  | 1 | 8  | 553 | 560 | −7   | 7   | 45 |
| 6   | Fiamme Oro | 18 | 9  | 0 | 9  | 497 | 533 | −36  | 7   | 43 |
| 7   | Viadana    | 18 | 5  | 1 | 12 | 417 | 577 | −160 | 6   | 28 |
| 8   | Lyons      | 18 | 6  | 1 | 11 | 410 | 619 | −209 | 2   | 28 |
| 9   | Mogliano   | 18 | 4  | 0 | 14 | 415 | 600 | −185 | 7   | 23 |
| 10  | S.S. Lazio | 18 | 1  | 0 | 17 | 437 | 747 | −310 | 8   | 12 |

## Play-off
|  | Semifinali | Semifinali | Semifinali | Semifinali |  |  | Finale   | Finale   | Finale |  |
|  |            |            |            |            |  |  |          |          |        |  |
|  | 4          | Calvisano  | 12         | 24         |  |  |          |          |        |  |
|  | 1          | Petrarca   | 16         | 43         |  |  | Petrarca | Petrarca | 19     |  |
|  | 3          | Valorugby  | 9          | 22         |  |  | Rovigo   | Rovigo   | 6      |  |
|  | 2          | Rovigo     | 16         | 24         |  |  |          |          |        |  |

### Semifinali
| Arbitro: | Andrea Piardi (Brescia) |

|                                 |      |                  |
| Izekor 17’ Panceyra Garrido 27’ | mt   | 23’ Broggin      |
| Albanese 27’                    | tr   | 23’ Lyle         |
|                                 | c.p. | 3’, 7’, 80’ Lyle |

| Arbitro: | Gianluca Gnecchi (Brescia) |

|                     |      |                         |
|                     | mt   | 23’ Leccioli            |
|                     | tr   | 23’ v. Reenen           |
| Newton 2’, 30’, 56’ | c.p. | 10’, 70’, 79’ v. Reenen |

| Arbitro: | Federico Boraso (Rovigo) |

|                                           |      |                                |
| Di Bartolomeo 15’, 40’ Fou 43’ Citton 63’ | mt   | 21’ Mastandrea 57’, 70’ Izekor |
| Lyle 15’, 40’, 43’, 63’                   | tr   | 21’, 57’, 70’ Albanese         |
| Lyle 5’, 10’, 59’, 72’, 76’               | c.p. | 30’ Albanese                   |

| Arbitro: | Manuel Bottino (Roma) |

|                                |      |                                       |
| Cadorini 66’, 73’ Ferrario 76’ | mt   | 48’ Silva 56’ Bertaccini 57’ Mordacci |
| Da Re 66’, 73’, 76’            | tr   | 56’, 57’ Newton                       |
| v. Reenen 11’                  | c.p. | 69’ Newton                            |

### Finale
| Arbitro: | Andrea Piardi (Brescia) |

| |              | |
| Nostran 46’ | mt           | |
| Lyle 46’ | tr           | |
| Lyle 15’, 32’, 58’, 65’ | c.p.         | v. Reenen 24’, 44’ |
| · Lyle · 57’ Fou · 66’ De Masi · Broggin · Zini · Faiva · 55’ Tebaldi · Trotta · 62’ Casolari · Nostran · 55’ Panozzo · 20-30’ Galetto · 47’ Hasa · 62’ Di Bartolomeo · 55’ Spagnolo | Formazioni   | · Da Re · Sarto · Moscardi 62’ 69’ · Diederich Ferrario · Bacchetti · v. Reenen 71’ · Chillon 62’ · Ruggeri · Lubian · Sironi 41’ · Ferro · Bur · Swanepoel 51’ · Cadorini 51’ · Leccioli 51’ |
| · 47’ Pavesi · 55’ Borean · 55’ Citton · 55’ Ghigo · 57’ Capraro · 62’ Carnio · 62’ Michieletto · 66’ Sgarbi                                                                         | Sostituzioni | · Borin 41’ · Cosi 41’ 57’ · Momberg 61’ · Pomaro 61’ · N. Quaglio 61’ · Steolo 57’ · Visentin 62’ · Uncini 62’, 71’ 69’                                                                      |
| Andrea Marcato | Allenatori   | Allister Coetzee |

## Verdetti
- Petrarca: campione d'Italia;
- S.S. Lazio: retrocessa in serie A.